# Lijst van gemeenten in Ilfov
Hier de lijst met gemeenten in het district Ilfov in Roemenië.

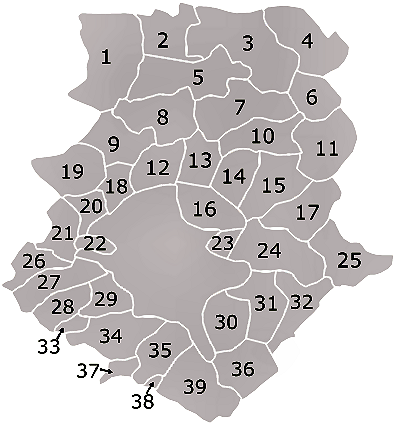
Gemeenten van Ilfov

1. Periș
2. Ciolpani
3. Gruiu
4. Nuci
5. Snagov
6. Grădiștea
7. Moara Vlăsiei
8. Balotești
9. Corbeanca
10. Dascălu
11. Petrăchioaia
12. Otopeni (stad)
13. Tunari
14. Ștefăneștii de Jos
15. Afumați
16. Voluntari (stad)
17. Găneasa
18. Mogoșoaia
19. Buftea (stad)
20. Chitila
21. Dragomirești-Vale
22. Chiajna
23. Dobroești
24. Pantelimon
25. Brănești
26. Ciorogârla
27. Domnești
28. Clinceni
29. Bragadiru (stad)
30. Popești-Leordeni (stad)
31. Glina
32. Cernica
33. Cornetu
34. Măgurele
35. Jilava
36. Berceni
37. Dărăști-Ilfov
38. 1 Decembrie
39. Vidra

1 Decembrie · Afumați · Balotești · Berceni · Brănești · Cernica · Chiajna · Ciolpani · Ciorogârla · Clinceni · Corbeanca · Cornetu · Dărăști-Ilfov · Dascălu · Dobroești · Domnești · Dragomirești-Vale · Găneasa · Glina · Grădiștea · Gruiu · Jilava · Moara Vlăsiei · Mogoșoaia · Nuci · Periș · Petrăchioaia · Snagov · Ștefăneștii de Jos · Tunari · Vidra
Alba · Arad · Argeș · Bacău · Bihor · Bistrița-Năsăud · Botoșani · Brașov · Brăila · Buzău · Caraș-Severin · Călărași · Cluj · Constanța · Covasna · Dâmbovița · Dolj · Galaţi · Giurgiu · Gorj · Harghita · Hunedoara · Ialomița · Iași · Ilfov · Maramureș · Mehedinți · Mureș · Neamț · Olt · Prahova · Satu Mare · Sălaj · Sibiu · Suceava · Teleorman · Timiș · Tulcea · Vaslui · Vâlcea · Vrancea